# Urojana eborea
Urojana eborea är en fjärilsart som beskrevs av M.Gaede 1915. Urojana eborea ingår i släktet Urojana och familjen Eupterotidae. Inga underarter finns listade i Catalogue of Life.